# Marc Endeweld
Marc Endeweld est un journaliste d'investigation français. Il réalise principalement des enquêtes sur le monde politique, la vie économique et plus largement les pouvoirs.
Depuis 2010, il a écrit plusieurs livres d'enquête. Il est notamment l'auteur de Le Grand Manipulateur, un livre-enquête paru en 2019 et consacré aux réseaux du président français Emmanuel Macron.

## Biographie
Marc Endeweld étudie à l'Institut d'études politiques de Toulouse, dont il sort diplômé en 2004, puis à l’École des hautes études en sciences sociales (EHESS).
Par la suite, il travaille au début des années 2010 comme journaliste politique à Témoignage chrétien, puis comme grand reporter spécialisé dans l'investigation à Marianne, qu'il quitte à l'automne 2018, au moment où le magazine est racheté par le milliardaire Daniel Kretinsky et où Natacha Polony est nommée à la tête de la rédaction, pour y revenir néanmoins début 2024.
Comme journaliste indépendant, Endeweld collabore avec plusieurs médias : il travaille ainsi notamment pour le magazine Têtu, pour Le Monde diplomatique, pour Les Inrockuptibles, pour la revue Regards, pour le magazine Causette, pour le mensuel économique Capital, pour la revue consacrée à la politique Charles, pour le journal économique La Tribune, ou encore pour le site internet Off investigation.

## Enquêtes

### Livre sur France Télévisions
Marc Endeweld est l'auteur d'enquêtes sur France Télévisions,,,,. En 2010, il publie France Télévisions Off the Record (2010), une enquête « très détaillée » selon L'Obs sur le groupe audiovisuel public, où il révèle par exemple les marges réalisées par les principaux producteurs en contrat avec France Télé, comme Thierry Ardisson ou Patrick Sébastien,. D'après L'Obs, pour réaliser cet ouvrage, il a réalisé « 230 entretiens qui lui permettent de retracer avec force détails vingt années de lutte d’influence autour de la télé publique, mais aussi de gabegie ou de favoritisme ».

### Enquêtes sur Emmanuel Macron
Il publie en novembre 2015 un ouvrage retraçant le parcours d'Emmanuel Macron, L'Ambigu monsieur Macron (réédité en janvier 2018),,, dans lequel il évoque une éventuelle candidature du ministre à la prochaine présidentielle de 2017. Celui-ci reçoit le Prix du livre incorrect de Livres Hebdo en 2016.
Dans Le Grand Manipulateur, publié en 2019, il met en évidence les réseaux activés par Emmanuel Macron en vue de son élection, ainsi que ceux auxquels il a recours,,,. Le livre révèle que le candidat du "nouveau monde" a été confronté à des difficultés financières majeures au cours de sa campagne qui l'ont amené à se déplacer en Algérie en février 2017.
« Marc Endeweld raconte un autre moment de panique, lorsque en janvier 2017, l’équipe de campagne d’Emmanuel Macron manque d’argent », rapporte ainsi Le Monde dans un article consacré à l'ouvrage.
Selon plusieurs journaux, la « thèse développée » par Marc Endeweld est que derrière le « nouveau monde » d'Emmanuel Macron, qui se présentait comme le candidat « contre le système » de la vieille politique promettant une rupture avec « l'ancien monde », se cachent de vieux réseaux qu'il a utilisés pour son ascension, comme ceux d'Arnaud Montebourg, Dominique de Villepin, Nicolas Sarkozy, Jacques Chirac, Valéry Giscard d'Estaing, ainsi que les « réseaux classiques de la franc-maçonnerie, du monde économique, de ceux du Sénat mais aussi des médias et du pouvoir gay ». D'après L'Obs, la thèse du livre se résume ainsi : « Emmanuel Macron séduit beaucoup, utilise énormément puis jette sans scrupule. »

### Livres sur la diplomatie, la «guerre économique» et l'énergie
En janvier 2022, il publie aux éditions du Seuil, L'Emprise. La France sous influence, un ouvrage d'enquête s'intéressant à la fois au bilan diplomatique d'Emmanuel Macron mais aussi à la place de la France dans le monde, dans un contexte de « guerre froide économique » où la Chine et les États-Unis surclassent dans les secteurs stratégiques l'Union européenne et la France, incapables de renverser la tendance,,.
D'autres parties du livre évoquent un laboratoire de virologie de Wuhan et la collaboration de la France sur le laboratoire haute sécurité P4, les questions énergétiques comme le gaz ou le nucléaire, les relations d'EDF avec la Chine, mais aussi l'affaire MSC-Kohler  comme les tensions entre Vincent Bolloré et l'Élysée au cours du premier quinquennat d'Emmanuel Macron,. Dans l'article que Le Monde consacre à L'Emprise, Endeweld est présenté comme poursuivant « de manière méthodique son fil conducteur » après ces deux précédents livres sur Macron : « les luttes de pouvoir et des batailles fratricides entre grands commis de l’Etat et chefs d’entreprise ambitieux qui œuvrent dans les coulisses de la République ». Sur France Inter, la journaliste Natacha Polony estime : « Ce n’est pas seulement un livre, c’est sans doute la meilleure cartographie des enjeux d’intérêt au cœur du pouvoir en même temps que la meilleure autopsie de la France comme puissance diplomatique, industrielle et militaire.»
Six mois plus tard, il publie Guerres cachées sur les enjeux énergétiques et stratégiques de la guerre en Ukraine, un ouvrage que le journal Les Échos juge « bien documenté, grâce à de nombreux entretiens, dont certains sont confidentiels, et rappels historiques ou économiques »,. Sa thèse est que le nucléaire est au coeur du conflit russo-ukrainien. Il estime notamment que les Russes sont allés jusqu'à Kherson car ils ambitionnaient de s'emparer de la centrale nucléaire nommée « Ukraine du Sud ». Selon Marc Endeweld, Vladimir Poutine voulait mettre un coup d'arrêt aux volontés d'indépendance énergétique de l'Ukraine et à sa coopération dans ce domaine avec les Etats-Unis,.

## Ouvrages
- France Télévisions Off the Record : Histoires secrètes d'une télé publique sous influences, Paris, Flammarion, 2010, 479 p. (ISBN 978-2-08-124442-9, lire en ligne).
- L'ambigu monsieur Macron, Paris, Flammarion, coll. « Flammarion enquête », 2015, 331 p. (ISBN 978-2-08-137239-9, lire en ligne), édition intégralement mise à jour en 2018 (éd. Points).
- Avec Jean-Luc Mélenchon, Le choix de l'insoumission, Paris, Seuil, coll. « Documents », 2016, 384 p. (ISBN 978-2-02-132654-3).
- Le Grand Manipulateur : Les Réseaux secrets de Macron, Paris, Stock, 2019, 360 p. (ISBN 978-2-234-08656-2).
- L'Emprise : La France sous influence, Paris, Le Seuil, 2022, 560 p. (ISBN 978-2021452037).
- Guerres cachées, les dessous du conflit russo-ukrainien, Paris, Le Seuil, 2022  (ISBN 978-2-02-151917-4)